# Vitreorana castroviejoi
Espèce
Synonymes
- Cochranella castroviejoi Ayarzagüena & Señaris, 1997 "1996"

Statut de conservation UICN

 DD  : Données insuffisantes
Vitreorana castroviejoi est une espèce d'amphibiens de la famille des Centrolenidae.

## Répartition
Cette espèce est endémique de l'État de Sucre au Venezuela. Elle se rencontre de 750 à 800 m d'altitude sur le Cerro El Humo dans la péninsule de Paria.

## Étymologie
Cette espèce est nommée en l'honneur de Javier Castroviejo Bolibar.

## Publication originale
- Ayarzagüena & Señaris, 1997 "1996" : Dos nuevas especies de Cochranella (Anura: Centrolenidae) para Venezuela. Publicaciones de la Asociación de Amigos de Doñana, vol. 8, p. 1-16.